# Żaksybułak (stacja kolejowa)
Żaksybułak (ros. Жаксыбулак) – stacja kolejowa w miejscowości Żaksybułak, w rejonie Sarkan, w obwodzie żetyskim, w Kazachstanie. Położona jest na linii Mojynty – Aktogaj, na trasie Nowego Jedwabnego Szlaku.